# آي مسج
آي مسج (بالإنجليزية: iMessage) هي خدمة رسائل فورية مطورة من قبل شركة آبل، وتم إطلاقها في عام 2011. آي مسج يعمل حصريًا على منصات أبل: ماك أو إس، آي أو إس، آي باد أو إس، وووتش أو إس.
تشمل الميزات الأساسية لآي مسج، المتوفرة على جميع الأنظمة الأساسية المدعومة، إرسال النصوص والصور ومقاطع الفيديو والمستندات؛ الحصول على حالات التسليم والقراءة (قراءة الإيصالات)؛ والتشفير من طرف إلى طرف (مما يعني أنه لا أحد، بما في ذلك آبل نفسها، قادرة على اعتراض الرسائل المرسلة أو العبث بها). على جميع الأنظمة الأساسية باستثناء ماك أو إس، تتيح الخدمة أيضًا إرسال بيانات الموقع والملصقات. على آي أو إس وآي باد أو إس، يمكن لمطوري الجهات الخارجية توسيع إمكانيات آي مسج بامتدادات مخصصة (مثال على ذلك - المشاركة السريعة للأغاني التي تم تشغيلها مؤخرًا).
تم إطلاق آي مسج على نظام آي أو إس في عام 2011، ووصل إلى نظام ماك أو إس (أطلق عليه آنذاك أو إس إكس) في عام 2012. في عام 2020، أعلنت آبل عن إصدار مُعاد تصميمه بالكامل من تطبيق رسائل في نظام ماك أو إس والذي يضيف بعض الميزات التي لم تكن متوفرة سابقًا على أجهزة ماك، بما في ذلك مشاركة الموقع وتأثيرات الرسائل.

## تاريخ
تم الإعلان عن آي مسج بواسطة سكوت فورستال في مؤتمر آبل العالمي للمطورين 2011 في 6 يونيو. تم تضمين إصدار من تطبيق الرسائل لنظام آي أو إس مع دعم آي مسج في تحديث آي أو إس 5 في 12 أكتوبر 2011. في 16 فبراير 2012، أعلنت شركة آبل أن تطبيق الرسائل الجديد الذي سيحل محل آي شات سيكون جزءًا من ماك أو إس إكس ماونتن لايون. تم إصدار ماونتن لايون في 25 يوليو 2012.

## مميزات
يسمح آي مسج للمستخدمين بإرسال النصوص والمستندات والصور ومقاطع الفيديو ومعلومات الاتصال والرسائل الجماعية عبر الإنترنت إلى مستخدمي آي أو إس أو ماك أو إس الآخرين. يعد آي مسج بديلاً عن رسائل إس إم إس وإم إم إس لمعظم المستخدمين الذين لديهم أجهزة تعمل بنظام آي أو إس 5 أو أحدث. سيؤدي إعداد «إرسال كرسائل إس إم إس» ضمن الرسائل إلى إرسال الرسالة عبر الرسائل القصيرة إذا لم يكن لدى المرسل اتصال إنترنت نشط. إذا لم يكن لدى جهاز الاستقبال اتصال بالإنترنت، فيجب تخزين الرسالة على خادم حتى يتم استعادة الاتصال.
يمكن الوصول إلى آي مسج من خلال تطبيق الرسائل على آيفون، آي باد، أو آي بود تاتش يعمل بنظام آي أو إس أو إصدار أحدث، أو على جهاز ماك يعمل بنظام أو إس إكس ماونتن لايون أو إصدار أحدث. يمكن لمالكي هذه الأجهزة تسجيل عنوان بريد إلكتروني واحد أو أكثر مع آبل. بالإضافة إلى ذلك، يمكن لمالكي آيفون تسجيل أرقام هواتفهم مع آبل، بشرط أن يتم دعم شركة الاتصالات الخاصة بهم. عند إرسال رسالة إلى رقم هاتف محمول، سيتحقق تطبيق «الرسائل» من آبل إذا تم إعداد رقم الهاتف المحمول لـ آي مسج. إذا لم يكن الأمر كذلك، فستنتقل الرسالة بسلاسة من آي مسج إلى إس إم إس.
في الرسائل، تتم محاذاة اتصال المستخدم المرسل إلى اليمين، مع ردود من أشخاص آخرين على اليسار. يمكن للمستخدم معرفة ما إذا كان المستخدم الآخر لآي مسج يكتب رسالة. تظهر علامة حذف بلون رمادي شاحب في فقاعة نص المستخدم الآخر عند بدء الرد. من الممكن أيضًا بدء محادثة على أحد أجهزة آي أو إس ومتابعتها على جهاز آخر. على أجهزة آي فون، تشير الأزرار الخضراء والفقاعات النصية إلى الاتصال المستند إلى الرسائل القصيرة (إس إم إس)؛ على جميع أجهزة آي أو إس، تشير الأزرار الزرقاء والفقاعات النصية إلى اتصال آي مسج.
يتم تشفير جميع رسائل آي مسج ويمكن تعقبها باستخدام إيصالات التسليم. إذا قام المستلم بتمكين إعلامات القراءة، فسيكون المرسل قادرًا على رؤية متى قرأ المستلم الرسالة. يسمح آي مسج أيضًا للمستخدمين بإعداد محادثات مع أكثر من شخصين — «دردشة جماعية».
مع إطلاق آي أو إس 10، يمكن للمستخدمين إرسال رسائل مصحوبة بمجموعة من تأثيرات «الفقاعة» أو «الشاشة». من خلال الضغط باستمرار على زر الإرسال، يتم عرض نطاق التأثيرات للمستخدمين لتحديد تأثير ليتم إرساله إلى جهاز الاستقبال.
مع إطلاق آي أو إس 14 وماك أو إس بيغ سور، يكتسب المستخدمون عددًا لا يحصى من الميزات مثل القدرة على تثبيت المحادثات الفردية، وذِكر المستخدمين الآخرين، وتعيين صورة للمحادثات الجماعية، وإرسال ردود مضمنة. بالإضافة إلى ذلك، أكثر من الميزات من الرسائل التطبيق على دائرة الرقابة الداخلية وآي باد أو إس تم تصديرها لأكثر من ماك أو إس نظيره.

## تقنية
يعتمد بروتوكول آي مسج على خدمة دفع تنبيهات آبل (Apple Push Notification) - بروتوكول ثنائي خاص وممتلك. يقوم بإعداد اتصال إبقى-نشط (Keep-Alive) مع خوادم آبل. كل اتصال له رمزه الفريد، والذي يعمل كمعرف للمسار الذي يجب استخدامه لإرسال رسالة إلى جهاز معين. يتم تشفير الاتصال باستخدام آمن طبقة النقل (TLS) باستخدام شهادة من جانب العميل، يطلبها الجهاز عند تنشيط آي مسج.

## منصات
آي مسج يتوفر فقط على أنظمة التشغيل أبل، مثل آي أو إس، آي باد أو إس، ماك، وووتش أو إس. على عكس بعض تطبيقات المراسلة الأخرى، فإنه لا يتوافق مع أندرويد أو مايكروسوفت ويندوز، ولا يحتوي على أي واجهة/وصول إلى الويب. هذا يعني أنه يجب الوصول إلى آي مسج باستخدام التطبيق الموجود على جهاز باستخدام نظام تشغيل آبل.

## استقبال
في 12 نوفمبر 2012، نشرت شركة تشيتان شارما (Chetan Sharma)، وهي شركة استشارية في مجال التكنولوجيا والاستراتيجيات، تحديث سوق بيانات الهاتف المحمول في الولايات المتحدة للربع الثالث من عام 2012، مشيرةً إلى تراجع الرسائل النصية في الولايات المتحدة، واقترحت أن هذا الانخفاض قد يُعزى إلى الأمريكيين الذين يستخدمون المراسلة المجانية البديلة خدمات مثل آي مسج.
في عام 2017، أعلنت جوجل أنها ستنافس آي مسج مع خدمة المراسلة الخاصة بها، أندرويد مسجينغ (Android Messaging).

### الأمن والخصوصية
في 4 نوفمبر 2014، أدرجت مؤسسة الحدود الإلكترونية (EFF) خدمة آي مسج في «بطاقة أداء المراسلة الآمنة»، وتم منحها درجة 5 من أصل 7 نقاط. لقد تلقت نقاطًا لوجود اتصالات مشفرة أثناء النقل، وتشفير الاتصالات بمفاتيح لا يستطيع الموفر الوصول إليها (تشفير من طرف إلى طرف)، وتأمين الاتصالات السابقة في حالة سرقة المفاتيح (سرية التوجيه)، مع وجود تصميمات أمنية موثقة جيدًا ولديها تدقيق أمني مستقل حديث. لقد فاتت الخدمة بعض النقاط لأن المستخدمين لا يمكنهم التحقق من هويات جهات الاتصال ولأن شفرة المصدر غير مفتوح للمراجعة المستقلة. في سبتمبر 2015، أشار ماثيو غرين إلى أنه نظرًا لأن آي مسج لا يعرض بصمات أصابع المفاتيح للتحقق من خارج النطاق، فإن المستخدمين غير قادرين على التحقق من عدم وقوع هجوم الوسيط. لاحظ المنشور أيضًا أن آي مسج يستخدم تبادل مفاتيح خوارزمية آر إس إيه. هذا يعني أنه على عكس ما تدعي مؤسسة الحدود الإلكترونية في بطاقة قياس الأداء، فإن آي مسج لا يتميز بسرية التوجيه.
في 7 أغسطس 2019، قدم باحثون من مشروع صفر 6 عمليات استغلال «بدون تفاعل» في آي مسج والتي يمكن استخدامها للسيطرة على جهاز المستخدم. تم إصلاح هذه الثغرات الستة في آي أو إس 12.4، الذي تم إصداره في 22 يوليو 2019، ومع ذلك لا تزال هناك بعض الثغرات التي لم يتم الكشف عنها والتي سيتم تصحيحها في تحديث مستقبلي.